# Jill Flint
Jill Flint (ur. 25 listopada 1977 w Cherry Valley) – amerykańska aktorka, występowała w roli Jill Casey w amerykańskim serialu Bananowy doktor (ang. Royal Pains) produkowanym przez wytwórnię USA Network.

## Kariera
Jill Flint pojawiła się w kilku filmach fabularnych. W 2008 zagrała w Cadillac Records z Adrienem Brodym, Jeffreyem Wrightem i piosenkarką Beyoncé Knowles. Tego samego roku wystąpiła w filmie Kobiety (ang. The Women), obok Meg Ryan, Annette Bening, Evy Mendes oraz Debry Messing. Następnego roku zagrała Vincent w filmie How I Got Lost (Jak się zgubiłem) u boku Rosemarie DeWitt. Wystąpiła również w serialu Bananowy doktor.

## Życie osobiste
W przeprowadzonym wywiadzie dotyczącym serialu Bananowy doktor, Flint udzieliła wyjaśnień, że nigdy nie dostała prawa jazdy. Z tego powodu jest uważana za czarną owcę w rodzinie zarówno przez jej ojca, jak i brata, kierowców samochodów wyścigowych.

## Filmografia
| Rok       | Tytuł                                      | Rola               | Uwagi          |
| --------- | ------------------------------------------ | ------------------ | -------------- |
| 2004      | Powrót do Garden State (Garden State)      | Wredna dziewczynka |                |
| 2005      | Law & Order: Trial by Jury                 | Karen Masters      |                |
| 2006      | Johnny Montana                             | Windziarka         |                |
| 2006      | Law & Order: Criminal Intent               | Trisha             | gościnnie      |
| 2006      | Wyrok (Conviction)                         | Lisa Sandorff      | gościnnie      |
| 2007      | On Broadway                                | Kate O’Toole       |                |
| 2007      | Sześć stopni oddalenia (Six Degrees)       | Lisa Crane         | gościnnie      |
| 2007–2009 | Plotkara (Gossip Girl)                     | Bex                | gościnnie      |
| 2008      | Błękitna krew (Blue Blood)                 | Kara               |                |
| 2008      | Co jest grane? (What Just Happened)        | Sekretarka Lou     |                |
| 2008      | Kobiety (The Women)                        | Anne               |                |
| 2008      | Cadillac Records                           | Shirley Feder      |                |
| 2009–dziś | Bananowy doktor (Royal Pains)              | Jill Casey         | główna rola    |
| 2009      | How I Got Lost                             | Vincent            |                |
| 2009      | Siostra Jackie (Nurse Jackie)              | Melissa Greenfield | Cztery epizody |
| 2009–2011 | Żona idealna (The Good Wife)               | Lana Davenport     | Pięć epizodów  |
| 2010      | Szpital Miłosierdzia (Mercy)               | Simone Sands       | gościnnie      |
| 2010      | Fake                                       | Kelly Monaghan     |                |
| 2012      | CSI: Kryminalne zagadki Miami (CSI: Miami) | Elle Toring        | epizod         |